# !Women Art Revolution
!Women Art Revolution o !Revolución del arte de mujeres es una película documental de 2010 sobre el arte feminista estadounidense entre la década de 1970 y la primera del siglo XXI. Fue dirigida por Lynn Hershman Leeson y distribuida por Zeitgeist Films. Se estrenó en Estados Unidos el 1 de junio de 2011.

## Sinopsis
!Revolución del arte de mujeres explora la historia del arte feminista, mediante conversaciones, imágenes archivísticas y trabajos de artistas, historiadoras, curadoras y críticas. Muestra sus raíces en los movimientos sociales de los años sesenta como el de las Panteras Negras, de la libertad de expresión, de los derechos civiles, de los campesinos mexicano-estadounidenses y contra la guerra de Vietnam.
La película detalla desarrollos importantes en el arte feminista a través de la década de 1970 y explora cómo las artistas feministas ingresaron en el mundo del arte luchando contra la invisibilización, y cómo tendieron las primeras redes de mujeres artistas y adoptaron una noción de arte de contenidos que se oponía entonces a la noción formal y apolítica del minimalismo -que entonces era el arte predominante-. El documental contiene material realizado entre los años setenta y la primera década del siglo XXI sobre el arte feminista de los Estados Unidos y relativo a las primeras escuelas, las acciones político-artísticas, las revistas pioneras, las redes y organizaciones (como fueron la Galería A.I.R. y varias coaliciones).
A lo largo de ese periodo, la realizadora Lynn Hershman Leeson (directora también de Concibiendo a Ada en 1997, Teknolust en 2002 y Cultura Extraña en 2007) reunió un importante número de entrevistas con sus contemporáneas, con quienes formó una "línea de tiempo" de su lucha por derrumbar las barreras que enfrentaban las mujeres en el mundo del arte, así como en su vida en tanto mujeres. También toca el arte feminista lésbico.
Lynn Hershman-Leeson es la guionista y la voz que narra de manera cronológica los acontecimientos que originaron el arte feminista de la segunda ola estadounidense. Hila las secuencias con documentos históricos y con las entrevistas que realizó (en ocasiones en varios momentos de esos 40 años a algunas de las mismas entrevistadas).
Figuran en el documental Rachel Rosenthal, Judy Chicago, Arlene Raven, Nancy Spero, Hannah Wilke, Miriam Schapiro, Judith Baca, Adrian Piper, Faith Ringgold, Suzanne Lacy, Ana Mendieta, Howardena Pindell, Sheila Levrant de Bretteville, Yvonne Rainer, las Guerrilla Girls, Marcia Tucker, Amelia Jones, Cornelia H. "Connie" Butler, entre otras. Son mencionadas también artistas como Mira Schor, Barbara Kruger, Yoko Ono, Cindy Sherman, Marina Abramoviç, Miranda July, Ingrid Sischy y Carolee Schneemann, así como la crítica de arte B. Ruby Rica.
Las canciones estuvieron a cargo de Carrie Brownstein y del grupo musical Sleater-Kinney,

## Premios
- 2010: Selección Oficial en Toronto Festival de cine Internacional
- 2011: Selección Oficial en Sundance Festival de cine, Frontera Nueva
- 2011: Selección Oficial en Berlín Festival de cine Internacional

## Estreno
!Revolución del Arte de las Mujeres fue proyectada en el IFC Center de Nueva York el 1 de junio de 2011, antes de estrenarse en Estados Unidos.

## Archivo digital
El archivo digital de las entrevistas de Hershmann-Leeson con mujeres artistas, curadoras o conservadoras, historiadoras del arte y críticas está disponible en la colección de las Bibliotecas Universitarias de Stanford, W.A.R. Voces de un Movimiento.
Según el sitio web de la colección, Lynn Hershmann-Leeson planteó este repositorio para "ser compartido con la mayor audiencia posible".